# Elitloppet 2019
Elitloppet 2019 var den 68:e upplagan av Elitloppet, som gick av stapeln söndagen den 26 maj 2019 på Solvalla i Stockholm.
Loppet målades på förhand upp som ett mästarmöte, och det bästa Elitloppet i historien, då Readly Express och Propulsion skulle mötas i en ny duell samtidigt som det aviserades att båda hästarna skulle göra sina sista starter i karriären i Elitloppet. Från Frankrike kom även "världens bäste valack", Aubrion du Gers, som innan loppet hade femton raka segrar, och Dijon som varit tvåa efter Readly Express i Grand Critérium de Vitesse.
Alla ovan nämna hästar gick vidare till finalheatet, men inför finalen visade Readly Express upp en halt provstart och fick efter kontroll från banveterinären strykas från finalloppet. Han hyllades av hela Solvalla och fick motta publikens jubel innan han körde av banan. Kusken Björn Goop var märkbart ledsen, men tyckte att beslutet var rätt, och att hästen skulle få avsluta karriären som en champion.
I finalen blev Aubrion du Gers favoritspelad, före Propulsion, men loppet vanns istället av den franske hästen Dijon och Romain Derieux som ledde loppet från start till mål. Efter målgången studerades löpningsfilmen i över tio minuter, utan fastställt resultat. Det som kontrollerades var om Dijon var i trav, och inte i passgång eller tölt, vilket till sist bekräftades och han utropades till vinnare.
Propulsion blev mycket uppmärksammad efter Elitloppet 2020 där han skar mållinjen som etta. I oktober 2020 fastställdes det dock att hästen inte varit startberättigad i Sverige då han hade nervsnittats innan importen till Sverige 2015. Det innebar att Propulsions 45 starter i Sverige ogiltigförklarades, resultatlistorna korrigerades och prispengarna återkrävs – så också för hans deltagande i Elitloppet 2019.

## Upplägg och genomförande
Elitloppet är ett inbjudningslopp och varje år bjuds 16 hästar som utmärkt sig in till Elitloppet. Hästarna lottas in i två kvalheat, och de fyra bästa i varje försök går vidare till finalen som sker 2–3 timmar senare samma dag. Ju bättre placering i kvalheatet, desto tidigare får hästens tränare välja startspår inför finalen. Samtliga tre lopp travas sedan 1965 över sprinterdistansen 1 609 meter (engelska milen) med autostart (bilstart). Förstapris i finalen är 3 miljoner kronor, och 250 000 kronor i respektive kvalheat.
I Elitloppet får en kusk endast köra en häst i ett kvalheat, en regel som infördes 2018. Tidigare har samma kusk kunnat köra i båda försöken för att sedan välja häst i finalen. Samma kusk ska köra hästen i både försök och final. Ägare, tränare, skötare och uppfödare kan fortfarande ha fler deltagare.
I Elitloppets final får alla åtta deltagare prispengar enligt följande skala: 3 000 000 – 1 500 000 – 750 000 – 375 000 – 175 000 – 100 000 – 60 000 – 40 000 kronor.

### Andra lopp under Elitloppshelgen
Under Elitloppshelgen körs det även V75-finaler, och V75-spel både lördag och söndag. Andra stora lopp under helgen är Harper Hanovers Lopp, Sweden Cup, Speedrace, Elitkampen, Fyraåringseliten, Treåringseliten, Fyraåringseliten för ston, Lady Snärts Lopp, Lärlingseliten och Montéeliten.

## Inbjudna hästar
| #  | Häst               | Kusk               | Tränare            | Land      | Notering |
| -- | ------------------ | ------------------ | ------------------ | --------- | --- |
| 1  | Readly Express     | Björn Goop         | Timo Nurmos        | Sverige   | Första hästen att bjudas in till loppet. Bjöds in av Anders Malmrot i TV-programmet V75 Direkt den 16 februari, efter att ha varit trea i Prix d'Amérique och segrat i Prix de France. Kretsen kring hästen aviserade att det kommer att bli hästens sista start i tävlingskarriären.                                                                                    |
| 2  | Propulsion         | Örjan Kihlström    | Daniel Redén       | Sverige   | Andra hästen att bjudas in till loppet. Bjöds in den 2 mars. Kretsen kring hästen aviserade att det kommer att bli hästens sista start i tävlingskarriären. |
| 3  | Dijon              | Romain Derieux     | Romain Derieux     | Frankrike | Tredje hästen att bjudas in till loppet. Bjöds in den 12 mars, efter att ha varit tvåa i Grand Critérium de Vitesse. |
| 4  | Aubrion du Gers    | Joseph Verbeeck    | Jean-Michel Bazire | Frankrike | Den 26 januari 2019 aviserade Jean-Michel Bazire att hans häst Aubrion du Gers siktar mot Elitloppet, och att han gärna kommer. I loppet ska han i så fall köras av Joseph Verbeeck. Ekipaget hade dock inte fått en inbjudan till loppet då uttalandet gjordes. Den 19 mars blev han den fjärde hästen att bjudas in till loppet, efter att ha tagit flera raka segrar. |
| 5  | Double Exposure    | Erik Adielsson     | Daniel Redén       | Sverige   | Femte hästen att bjudas in till loppet. Bjöds in den 9 april i Solvallas Elitloppsstudio, då tränare Daniel Redén var närvarande. |
| 6  | Looking Superb     | Åke Svanstedt      | Jean-Michel Bazire | Norge     | Sjätte hästen att bjudas in till loppet. Bjöds in av Anders Malmrot efter segern i Prix de l'Atlantique den 20 april. Tränare Bazire tackade direkt ja till inbjudan. |
| 7  | Uza Josselyn       | Gabriele Gelormini | René Aebischer     | Schweiz   | Sjunde hästen att bjudas in till loppet. Bjöds in den 23 april efter prestationen i Prix de l'Atlantique den 20 april. |
| 8  | Makethemark        | Ulf Ohlsson        | Petri Salmela      | Sverige   | Åttonde hästen att bjudas in till loppet. Bjöds in den 7 maj i Solvallas Elitloppsstudio. Petri Salmela bekräftade även att det blir Ulf Ohlsson som kommer att köra Makethemark i Elitloppet. Ohlsson blev senare avstängd under Elitloppshelgen, men får dispens för att köra Elitloppet.                                                                              |
| 9  | Heavy Sound        | Kenneth Haugstad   | Daniel Redén       | Sverige   | Nionde hästen att bjudas in till loppet. Bjöds in den 8 maj i V86 Direkt. Daniel Redén bekräftade även att det blir Kenneth Haugstud som kommer att köra Heavy Sound i Elitloppet. |
| 10 | Bahia Quesnot      | Junior Guelpa      | Junior Guelpa      | Frankrike | Tionde hästen att bjudas in till loppet. Bjöds in efter segern i Algot Scotts Minne den 11 maj. |
| 11 | Next Direction     | Iikka Nurmonen     | Timo Hulkkonen     | Finland   | Tolfte hästen att bjudas in till loppet. Bjöds in den 14 maj efter flera bra prestationer, bland annat som tvåa bakom Readly Express i Finlandialoppet. |
| 12 | Disco Volante      | Jorma Kontio       | Stefan Melander    | Sverige   | Trettonde hästen att bjudas in till loppet. Bjöds in den 15 maj efter flera bra prestationer under året, bland annat som tvåa i Gran Premio Lotteria. |
| 13 | Milliondollarrhyme | Fredrik B. Larsson | Fredrik B. Larsson | Sverige   | Fjortonde hästen att bjudas in till loppet. Bjöds in den 17 maj, bland annat efter att varit tvåa bakom Nadal Broline i Meadow Roads Lopp. |
| 14 | Sorbet             | Carl Johan Jepson  | Daniel Redén       | Sverige   | Femtonde hästen att bjudas in till loppet. Bjöds in den 18 maj, efter att segrat i H.K.H. Prins Daniels Lopp. |
| 15 | Day or Night In    | Johan Untersteiner | Johan Untersteiner | Sverige   | Sextonde hästen att bjudas in till loppet. Bjöds in den 19 maj efter flera bra prestationer under året, bland annat som segrare i L.C. Peterson-Broddas Minne. |
| 16 | Milligan's School  | Ulf Eriksson       | Stefan Melander    | Sverige   | Sjuttonde och sista hästen att bjudas in till loppet. Bjöds in den 19 maj efter flera bra prestationer under året, bland annat som segrare i Gulddivisionens final i mars. |

### Inbjudna hästar som tackat nej
| Häst            | Tränare         | Land    | Notering |
| --------------- | --------------- | ------- | --- |
| Ringostarr Treb | Jerry Riordan   | Italien | Bjöds automatiskt in som titelförsvarare från Elitloppet 2018. Tränare Jerry Riordan meddelade den 3 maj 2019 att hästen kommer att avstå att delta i Elitloppet, utan istället siktas mot Oslo Grand Prix.                                                     |
| Handsome Brad   | Ulf Stenströmer | Sverige | Elfte hästen att bjudas in till loppet. Bjöds in efter segern i Copenhagen Cup den 12 maj. Tränare Stenströmer meddelade dock att han vill avvakta med besked om hästen kommer att delta. Två dagar senare meddelade han att hästen inte kommer delta i loppet. |

## Spårlottning
Spårlottningen till Elitloppet lottades direktsänt i TV12 den 19 maj 2019. Hästarna var seedade så att Readly Express och Propulsion inte skulle kunna mötas i kvalheat. I programmet lottades även att heat grön skulle köras först.

### Kvalheat 1 / Heat grön
| S | Häst            | Kusk               | Tränare            | Land    |
| - | --------------- | ------------------ | ------------------ | ------- |
| 1 | Makethemark     | Ulf Ohlsson        | Petri Salmela      | Sverige |
| 2 | Disco Volante   | Jorma Kontio       | Stefan Melander    | Sverige |
| 3 | Double Exposure | Erik Adielsson     | Daniel Redén       | Sverige |
| 4 | Next Direction  | Iikka Nurmonen     | Timo Hulkkonen     | Finland |
| 5 | Looking Superb  | Åke Svanstedt      | Jean-Michel Bazire | Norge   |
| 6 | Uza Josselyn    | Gabriele Gelormini | René Aebischer     | Schweiz |
| 7 | Readly Express  | Björn Goop         | Timo Nurmos        | Sverige |
| 8 | Sorbet          | Carl Johan Jepson  | Daniel Redén       | Sverige |

### Kvalheat 2 / Heat blå
| S | Häst               | Kusk               | Tränare            | Land      |
| - | ------------------ | ------------------ | ------------------ | --------- |
| 1 | Aubrion du Gers    | Joseph Verbeeck    | Jean-Michel Bazire | Frankrike |
| 2 | Milligan's School  | Ulf Eriksson       | Stefan Melander    | Sverige   |
| 3 | Bahia Quesnot      | Junior Guelpa      | Junior Guelpa      | Frankrike |
| 4 | Day or Night In    | Johan Untersteiner | Johan Untersteiner | Sverige   |
| 5 | Propulsion         | Örjan Kihlström    | Daniel Redén       | Sverige   |
| 6 | Milliondollarrhyme | Fredrik B. Larsson | Fredrik B. Larsson | Sverige   |
| 7 | Heavy Sound        | Kenneth Haugstad   | Daniel Redén       | Sverige   |
| 8 | Dijon              | Romain Derieux     | Romain Derieux     | Frankrike |

### Finallottning
Lottningen för finalheatet ägde rum på Solvallas stallbacke runt 16.10 på eftermiddagen. Segrarna i kvalheaten Björn Goop (Readly Express) och Joseph Verbeeck (Aubrion du Gers) fick dra boll om vem som får välja spår först. Verbeeck fick boll nummer ett och kunde därmed välja spår först.
| S | Häst               | Kusk               | Tränare            | Land      |
| - | ------------------ | ------------------ | ------------------ | --------- |
| 1 | Aubrion du Gers    | Joseph Verbeeck    | Jean-Michel Bazire | Frankrike |
| 2 | Readly Express     | Björn Goop         | Timo Nurmos        | Sverige   |
| 3 | Propulsion         | Örjan Kihlström    | Daniel Redén       | Sverige   |
| 4 | Makethemark        | Ulf Ohlsson        | Petri Salmela      | Sverige   |
| 5 | Dijon              | Romain Derieux     | Romain Derieux     | Frankrike |
| 6 | Looking Superb     | Åke Svanstedt      | Jean-Michel Bazire | Norge     |
| 7 | Milliondollarrhyme | Fredrik B. Larsson | Fredrik B. Larsson | Sverige   |
| 8 | Next Direction     | Iikka Nurmonen     | Timo Hulkkonen     | Finland   |

## Resultat

### Kvalheat 1
| P | S | Häst            | Kusk               | Tränare            | Land    | Odds  | Tid    |
| - | - | --------------- | ------------------ | ------------------ | ------- | ----- | ------ |
| 1 | 7 | Readly Express  | Björn Goop         | Timo Nurmos        | Sverige | 1,91  | 1.10,2 |
| 2 | 1 | Makethemark     | Ulf Ohlsson        | Petri Salmela      | Sverige | 22,59 | 1.10,4 |
| 3 | 5 | Looking Superb  | Åke Svanstedt      | Jean-Michel Bazire | Norge   | 3,98  | 1.10,4 |
| 4 | 4 | Next Direction  | Iikka Nurmonen     | Timo Hulkkonen     | Finland | 36,34 | 1.10,5 |
| 0 | 6 | Uza Josselyn    | Gabriele Gelormini | René Aebischer     | Schweiz | 34,15 | 1.10,5 |
| 0 | 3 | Double Exposure | Erik Adielsson     | Daniel Redén       | Sverige | 4,79  | 1.10,7 |
| 0 | 8 | Sorbet          | Carl Johan Jepson  | Daniel Redén       | Sverige | 20,97 | 1.11,0 |
| 0 | 2 | Disco Volante   | Jorma Kontio       | Stefan Melander    | Sverige | 18,72 | 1.11,8 |

Källa: 

### Kvalheat 2
| P | S | Häst               | Kusk               | Tränare            | Land      | Odds  | Tid    |
| - | - | ------------------ | ------------------ | ------------------ | --------- | ----- | ------ |
| 1 | 1 | Aubrion du Gers    | Joseph Verbeeck    | Jean-Michel Bazire | Frankrike | 2,80  | 1.10,2 |
| 2 | 8 | Dijon              | Romain Derieux     | Romain Derieux     | Frankrike | 47,65 | 1.10,5 |
| 3 | 6 | Milliondollarrhyme | Fredrik B. Larsson | Fredrik B. Larsson | Sverige   | 33,20 | 1.10,5 |
| 4 | 2 | Milligan's School  | Ulf Eriksson       | Stefan Melander    | Sverige   | 42,22 | 1.10,9 |
| 0 | 3 | Bahia Quesnot      | Junior Guelpa      | Junior Guelpa      | Frankrike | 21,16 | 1.11,1 |
| d | 7 | Heavy Sound        | Kenneth Haugstad   | Daniel Redén       | Sverige   | 6,01  | 6g     |
| d | 4 | Day or Night In    | Johan Untersteiner | Johan Untersteiner | Sverige   | 42,57 | ug     |
| d | 5 | Propulsion1        | Örjan Kihlström    | Daniel Redén       | Sverige   | 1,96  | frd2a  |

Källa: 
1 Propulsion slutade på andraplats i kvalheatet, och kvalificerade sig till final. Tabellen visar resultatet efter diskvalificering

### Finalheat
| P   | S | Häst               | Kusk               | Tränare            | Land      | Odds  | Tid    |
| --- | - | ------------------ | ------------------ | ------------------ | --------- | ----- | ------ |
| 1   | 5 | Dijon              | Romain Derieux     | Romain Derieux     | Frankrike | 27,78 | 1.10,3 |
| 2   | 1 | Aubrion du Gers    | Joseph Verbeeck    | Jean-Michel Bazire | Frankrike | 1,99  | 1.10,3 |
| 3   | 4 | Makethemark        | Ulf Ohlsson        | Petri Salmela      | Sverige   | 8,64  | 1.10,5 |
| 4   | 7 | Milliondollarrhyme | Fredrik B. Larsson | Fredrik B. Larsson | Sverige   | 29,32 | 1.10,8 |
| 5   | 8 | Next Direction     | Iikka Nurmonen     | Timo Hulkkonen     | Finland   | 43,44 | 1.11,1 |
| d   | 6 | Looking Superb     | Åke Svanstedt      | Jean-Michel Bazire | Norge     | 8,75  | 7g     |
| d   | 3 | Propulsion2        | Örjan Kihlström    | Daniel Redén       | Sverige   | 2,83  | frd4a  |
| str | 2 | Readly Express     | Björn Goop         | Timo Nurmos        | Sverige   | -     | -      |

Källa: 
2 Propulsion slutade på fjärdeplats i finalheatet. Tabellen visar resultatet efter diskvalificering.